# پوتکا (جونین)
پوتکا (به اسپانیایی: Putka) یک کوه در پرو است که در Peru, Junín Region واقع شده‌است. پوتکا ۵٬۳۰۰ متر بالاتر از سطح دریا واقع شده‌است.